# تستل كاستن

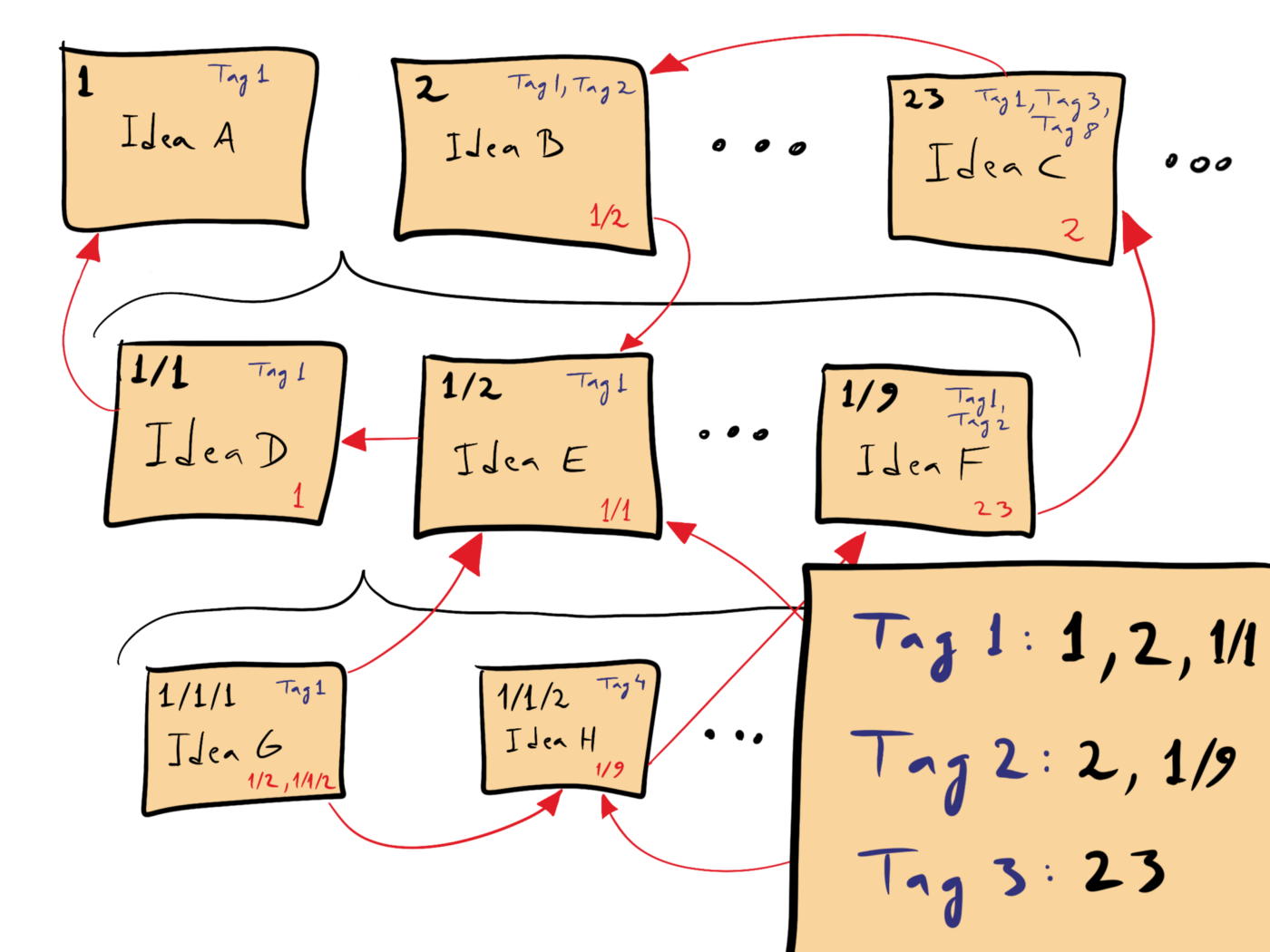
تحتوي كل ملاحظة في الصندوق على أرقام، وأوسمة (بالأزرق) ومراجع لملاحظات آخرى (بالأحمر). يُخول الوسم الفهرسي (أسفل اليمين) للإشارة على حسب الموضوع.

صندوق الملاحظات أو الزيتيل كاستن (بالألمانية: Zettelkasten) هي طريقة تُستخدم لتدوين الملاحظات ولإدارة المعرفة الشخصية المُستخدمة في الأبحاث أو الدراسة. فمثًلا عند وجود معلومة ذات أهمية في كتاب ما، يمكن تدوينها في ورقة ملاحظة ومن ثم إيداعها وترتيبها في صندوق الملاحظات.

## الطريقة
يحتوي  صندوق الملاحظات (تستل كاستن) على العديد من الملاحظات التي تدون على كل منها أفكار أو معلومات موجزة. وهي مرقمة هرميًا بحيث يمكن إدراج الملاحظات الجديدة في المكان المناسب. وتحتوي كل منها على بيانات وصفية تسمح لمدون الملاحظات بربط بعضها ببعض. فعلى سبيل المثال قد تُوَسَم الملاحظة لوصف الجوانب الهامة لها. وقد تُشير لملاحظات أخرى. قد يختلف الترقيم والبيانات الوصفية والهيئة والهيكلية للملاحظات بناءً على الطريقة المستخدمة.

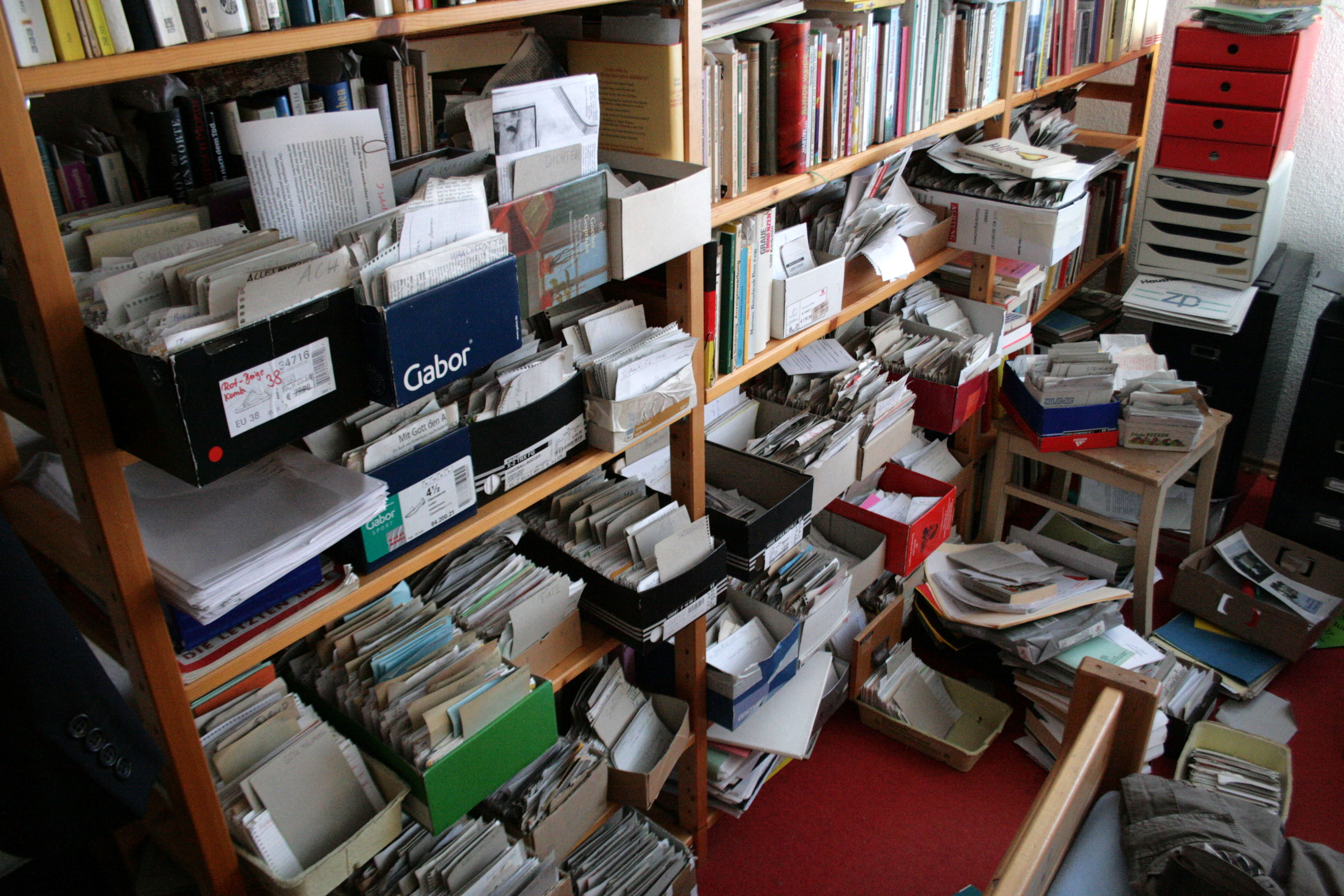
صندوق الملاحظات

يمكن إنشاء واستخدام صندوق ملاحظات بهيئة رقمية باستخدام برنامج إدارة معرفة مختص. ويمكن تحقيق نفس الغاية على الورق كما كان يتم منذ فترة طويلة.